# B Corp認証
B Corp認証（ビーコープにんしょう、英: B Corporation certification(英語版)）は、2006年に米国で設立された非営利団体B Lab(英語版)によって運営される国際的な認証制度であり、社会や環境に配慮した事業活動を行う企業に与えられるとされている。この認証は、企業の透明性、説明責任、持続可能性、社会的・環境的パフォーマンスを評価するもので、2025年5月時点で世界105カ国、9,787社が認証を取得。
日本では、2025年6月現在57社 が認証を取得しており、特に2024年に日本支部（B Market Builder Japan）が設立されて以降、急速に普及が進んでいる。

## 概要
B Corp認証の「B」は「Benefit（利益）」を意味し、株主だけでなく従業員、顧客、地域社会、環境に対して包括的な利益を生むビジネス活動を行う企業を対象とする。これは、公正取引（Fair trade(英語版)）やLEED（Leadership in Energy & Environmental Design(英語版)、製品や建物の認証）とは異なり、企業全体の活動を評価する点が特徴。認証取得には、オンラインの「B Impact Assessment」で80点以上を獲得し、法的な要件を満たす必要がある。
2025年7月からは新しい基準（7つのインパクト分野：Purpose and Stakeholder Governance, Climate Action, Human Rights, Fair Work, Environmental Management and Circularity, JEDI, Government Engagement and Collective Action）に移行予定で、新規認証は2026年から適用予定。

## 歴史と日本での普及
B Labは2006年に設立され、2007年に最初のB Corp認証が開始された。
日本では2024年にB Market Builder Japanが設立。これにより、従来英語で行われていたプロセスが日本語で対応可能になり、認証取得のハードルが下がった。日本の認証企業数は2023年4月時点で21社だったが、2025年3月には55社に増加しており、急速な成長が見られる。

## 認証企業の例
日本では、ダノンジャパン（2020年5月取得、食品業界初）、ライフイズテック（IT教育）などが認証を取得。
世界では、Patagonia（2012年取得、環境重視）、Ben & Jerry's（アイスクリーム）、Allbirds（サステナブルな靴）などが知られる。
認証企業は小売、食品、ファッションなど多岐にわたり、業界分布も特徴的。

## 影響と意義
B Corp認証は、消費者や投資家に対して企業の倫理的姿勢をアピールするツールとして機能する。特にミレニアル世代（42%が社会・環境的影響を重視、グローバル調査より）にはブランド価値を高める効果がある。また、SDGsやESG投資との関連性が高く、サステナビリティ運動に貢献している。日本では認知度が低いものの、消費者の選択基準として今後標準化される可能性がある。

## 批判と論争
B Corp認証にはいくつかの批判が存在する。まず、認証基準が曖昧で、グリーンウォッシング（環境配慮を装った行為、Greenwashing(英語版)）に利用される可能性が指摘されている。具体的な論争例としては、BrewDog(英語版)（2021年、労働環境問題で認証取り消し） 、Aqua（2024年、プラスチック汚染トップの企業が認証）、Nespresso(英語版)（2022年、人権問題で批判）などが挙げられる。また、認証取得には年間費用（売上に基づく）がかかり、企業利益優先のインセンティブがあるとの指摘もある。